# Tritlenek diboru
Tritlenek diboru (nazwa Stocka: tlenek boru(III)), B2O3 – nieorganiczny związek chemiczny z grupy tlenków kwasowych, w którym bor występuje na III stopniu utlenienia.

## Otrzymywanie
Tlenek boru otrzymuje się poprzez stapianie kwasu borowego i odparowanie wody.

## Właściwości
Jest kruchym, higroskopijnym, bezbarwnym ciałem stałym występującym w dwóch odmianach – szklistej (o temperaturze mięknienia 209 °C) i krystalicznej (o temperaturze topnienia 450 °C).
Ma charakter kwasowy. W reakcji z wodą tworzy słaby kwas borowy:
B2O3 + 3H2O → 2H3BO3
W reakcji tlenku boru z tlenkami metali powstają metaborany, np.
B2O3 + Na2O → 2NaBO2

## Zastosowanie
Stosuje się go do produkcji szkła, dodatków do farb, otrzymywania boru oraz jako topnik do analizy glinokrzemianów zawierających fluorki.